# 石村眞一
石村 眞一（いしむら しんいち、1949年 - ）は、日本の技術史学者、九州大学名誉教授、郡山女子大学特任教授。専攻：デザイン史・デザイン文化論 。
岡山県岡山市生まれ。1974年福島大学教育学部中学校美術課程卒業。郡山女子大学附属高校教諭、専門学校生命の森学園教員、九州芸術工科大学教授、九州大学芸術工学研究院教授、2014年定年退任、名誉教授、郡山女子大学特任教授。94年「桶・樽の生産技術に関する研究」で東京大学工学博士。『桶・樽』全3巻で1998年日本文化藝術振興賞受賞。

## 著書
- 『桶・樽 ものと人間の文化史』全3巻 法政大学出版局 1997
- 『元気のある商店街の形成 千林商店街とその周辺』東方出版 2004
- 『まな板 ものと人間の文化史』法政大学出版局 2006
- 『カンチレバーの椅子物語 日本における開発と普及を中心として』角川学芸出版 2010
- 『日本の曲木家具 その誕生から発展の系譜』鹿島出版会 2012

編著
- 『自家製味噌のすすめ 日本の食文化再生に向けて』編著 石村由美子,齋田佳菜子,古賀民穂,松村順司,松田茂樹共著 雄山閣 2009

## 論文
- Cinii

## 注
1. ↑  『日本の曲木家具』著者紹介